# Umaia Ataei
Umaia Ataei ist ein Motu des Tabiteuea-Atolls der pazifischen Inselrepublik Kiribati.

## Geographie
Umaia Ataei liegt am Südende des Atolls. Nördlich benachbart ist Katabanga, welches zusammen mit dem Motu eine Bucht in der Lagune bildet.
Auf der Insel liegt an der Nordspitze der Ort Taku.